# Franz Obermeier

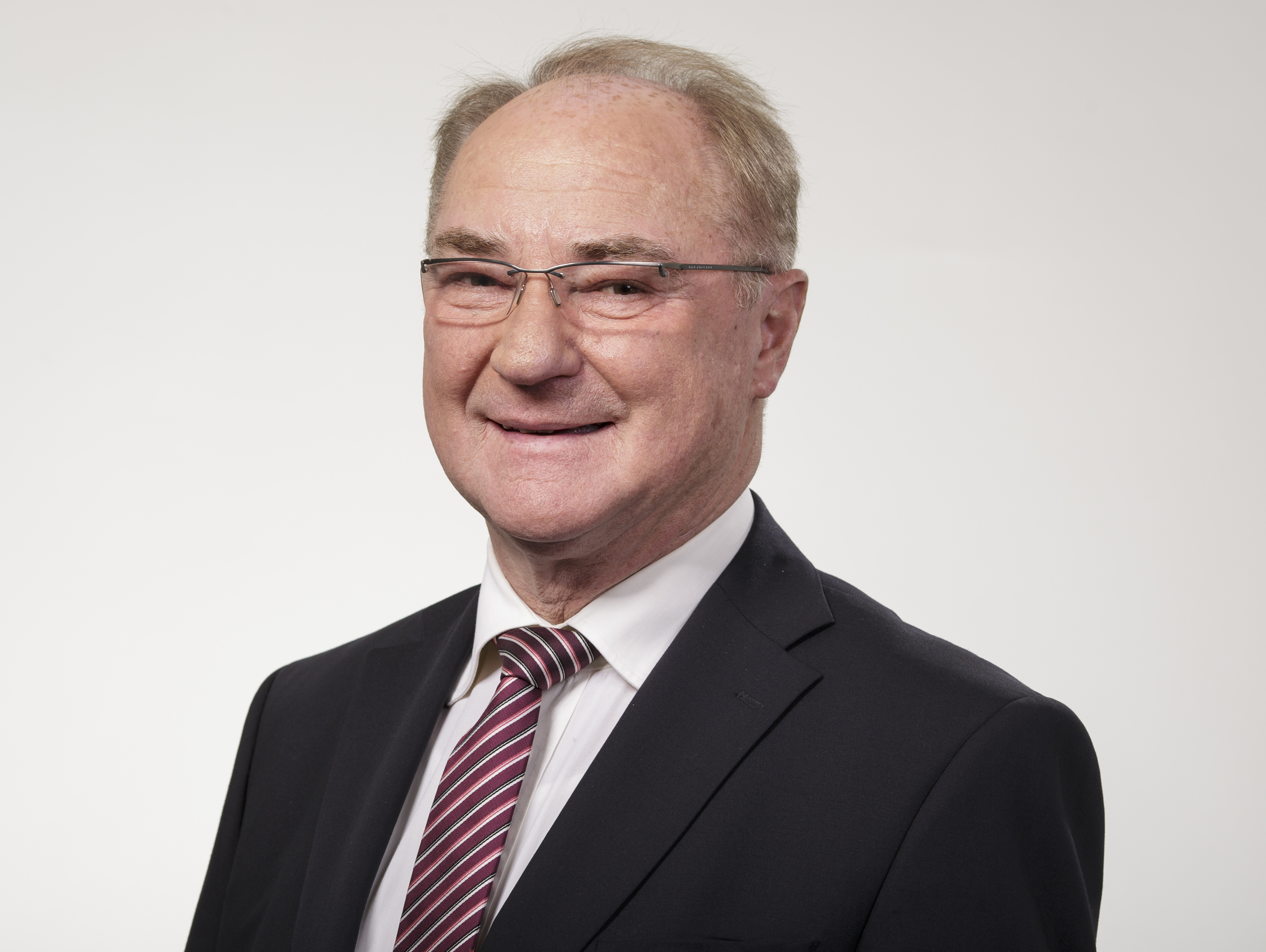
Franz Obermeier (2012)

Franz Obermeier (* 25. August 1946 in Freising) ist ein deutscher Politiker (CSU).

## Leben und Beruf
Nach der Mittleren Reife 1963 an der Staatlichen Realschule in Moosburg absolvierte Obermeier bis 1966 eine Lehre zum Betriebsschlosser und begann 1967 ein Maschinenbau-Studium am Polytechnikum Regensburg, das er 1971 als Diplom-Ingenieur (FH) beendete. Anschließend war er bis 1978 als Konstruktionsingenieur tätig. Seit 1996 ist er  Geschäftsführer der Gesellschaft für Entsorgung in Oberbayern GmbH (GEO).
Franz Obermeier ist katholisch, verheiratet und Vater von zwei Kindern.

## Partei
Obermeier trat 1968 in die CSU ein und war von 2006 bis 2007 Vorsitzender des CSU-Kreisverbandes Freising.

## Abgeordneter
Obermeier gehörte von 1988 bis 2014 dem Kreistag des  Landkreises Freising an und war von 1998 bis 2013 Mitglied des Deutschen Bundestages. Hier war er von 1998 bis 2002 Vorsitzender der Enquête-Kommission Nachhaltige Energieversorgung.
Franz Obermeier ist viermal als direkt gewählter Abgeordneter des Wahlkreises Freising in den Bundestag eingezogen. Bei der Bundestagswahl 2005 erreichte er hier 56,5 % der Erststimmen und bei der Bundestagswahl 2009 waren es 46,9 %. Bei der Bundestagswahl 2013 trat Obermeier nicht mehr an.

## Öffentliche Ämter
Von 1978 bis 1996 war Obermeier hauptamtlicher 1. Bürgermeister der Gemeinde Zolling.